# Emily van Egmond
Emily Louise van Egmond (født 12. juli 1993) er en kvindelig australsk fodboldspiller, der spiller forsvarsspiller for Australiens kvindefodboldlandshold.
Hun har tidligere spillet for Newcastle Jets, Canberra United, Melbourne City og Western Sydney Wanderers i den australske W-League og amerikanske Orlando Pride, Seattle Reign FC, Chicago Red Stars og Western New York Flash i National Women's Soccer League (NWSL), tyske VfL Wolfsburg og 1. FFC Frankfurt i Frauen-Bundesliga og senest engelske West Ham United. Hun spillede ligeledes også i den danske topklub Fortuna Hjørring, i 2021.
Den 10. juni 2021 spillede hun hendes nummer 100 landskamp for Australien, i en venskabskamp mod Danmark.
Hun deltog under VM 2019 i Frankrig og Sommer-OL 2020 i Tokyo.